# Лассерр, Жюль Бернар
Жюль Бернар Лассерр (фр. Jules Bernard Lasserre; 29 июля 1838, Тарб — 19 февраля 1906, там же) — французский виолончелист.
Окончил Парижскую консерваторию (1855), ученик Огюста Франкомма. Занял место солиста в новосозданном Оркестре Падлу. В 1859 году гастролировал в Мадриде, выступив при королевском дворе. С 1869 года жил и работал в Лондоне, был концертмейстером виолончелей, а в 1881 году короткое время и художественным руководителем камерного оркестра «Музыкальный союз» (англ. Musical Union); играл также в струнном квартете, партию первой скрипки в котором поочерёдно исполняли Леопольд Ауэр и Поль Виардо.
Был дружен с Камилем Сен-Сансом, посвятившим Лассерру Сонату № 1 для виолончели и фортепиано Op. 32 (1872) и Allegro appassionato Op. 43 (1873); Сен-Санс исполнял вместе с Лассерром и своё фортепианное трио (известно, что партию скрипки однажды исполнил с ними Ауэр, в другой раз — Генрик Венявский). Лассерру также посвящена Соната для виолончели и фортепиано (1880) Хуберта Парри; её премьерное исполнение Лассерром было восторженно оценено композитором.